# Girton College
Das Girton College ist ein College der University of Cambridge. Es war das erste Frauencollege Cambridges.
Es wurde 1869 von Emily Davies als „College for Women“ gegründet. Obwohl seit 1979 auch Männer hier studieren dürfen, ist ein Hauptanliegen des Colleges der gleichberechtigte Zugang zur Hochschulausbildung für Studenten aller sozialen Gruppen und Nationalitäten.

## Geschichte

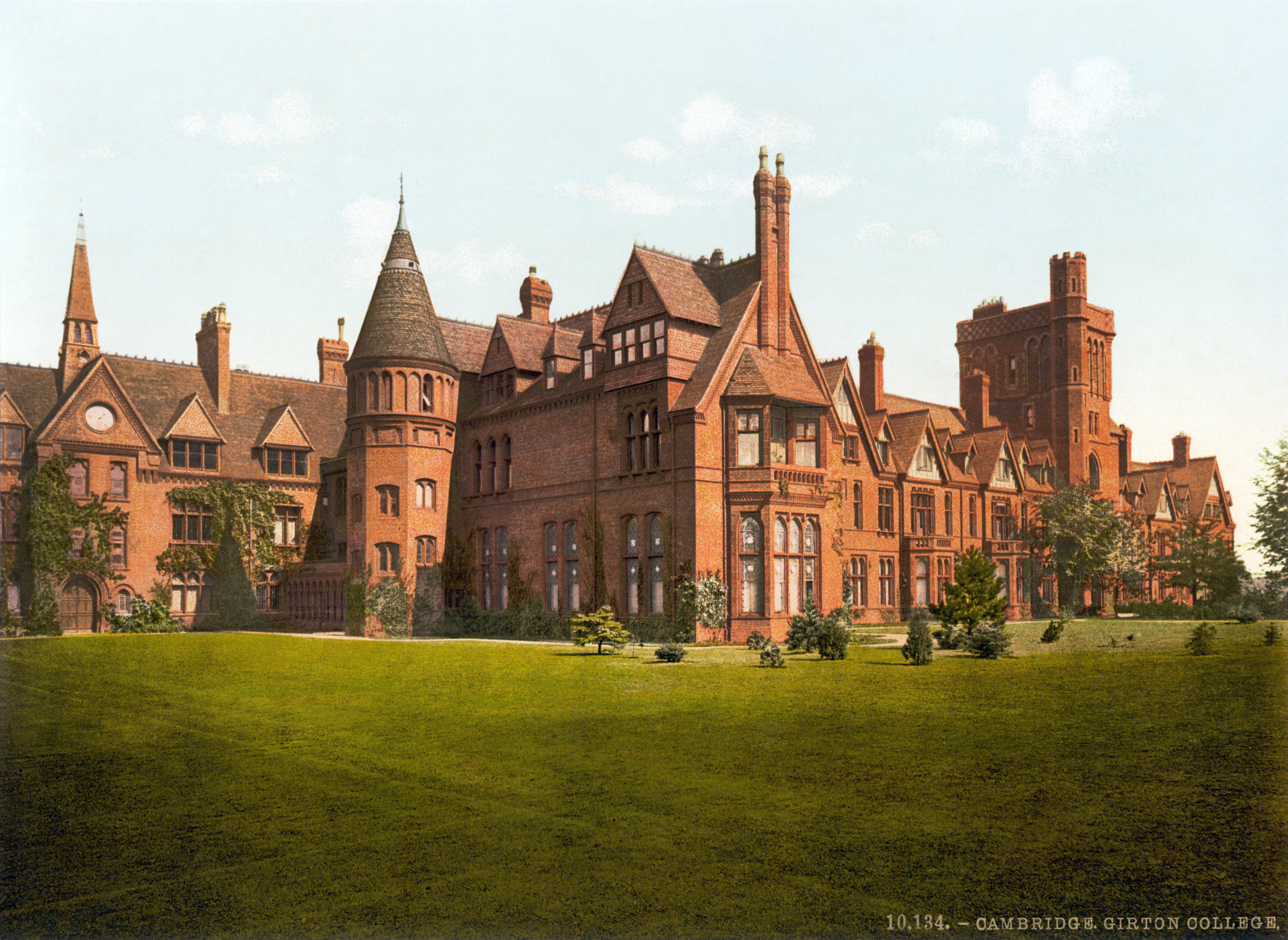
Girton College (1890er)

Girton College begann als eine Wohngemeinschaft von fünf Studentinnen in Hitchin in Hertfordshire.
1873 wurde das Hauptgebäude des Colleges etwa fünf Kilometer nordwestlich des Stadtzentrums von Cambridge in Nähe der Ortschaft Girton, der es seinen Namen verdankt, erbaut. Diese Entfernung diente als Sicherheitsabstand zu den Männer-Colleges.
Im Jahre 1874 haben zwei Studentinnen des Girton College nach bestandenem Examen Anstellungen als Professorinnen für Naturwissenschaft und Mathematik (in Girton) bzw. Physiologie (am Cheltenham College) erhalten.
Am 27. April 1948, als Frauen erstmals volle Mitgliedschaft an der Universität Cambridge erhielten, wurde Girton College offiziell eines der Colleges der Universität Cambridge.

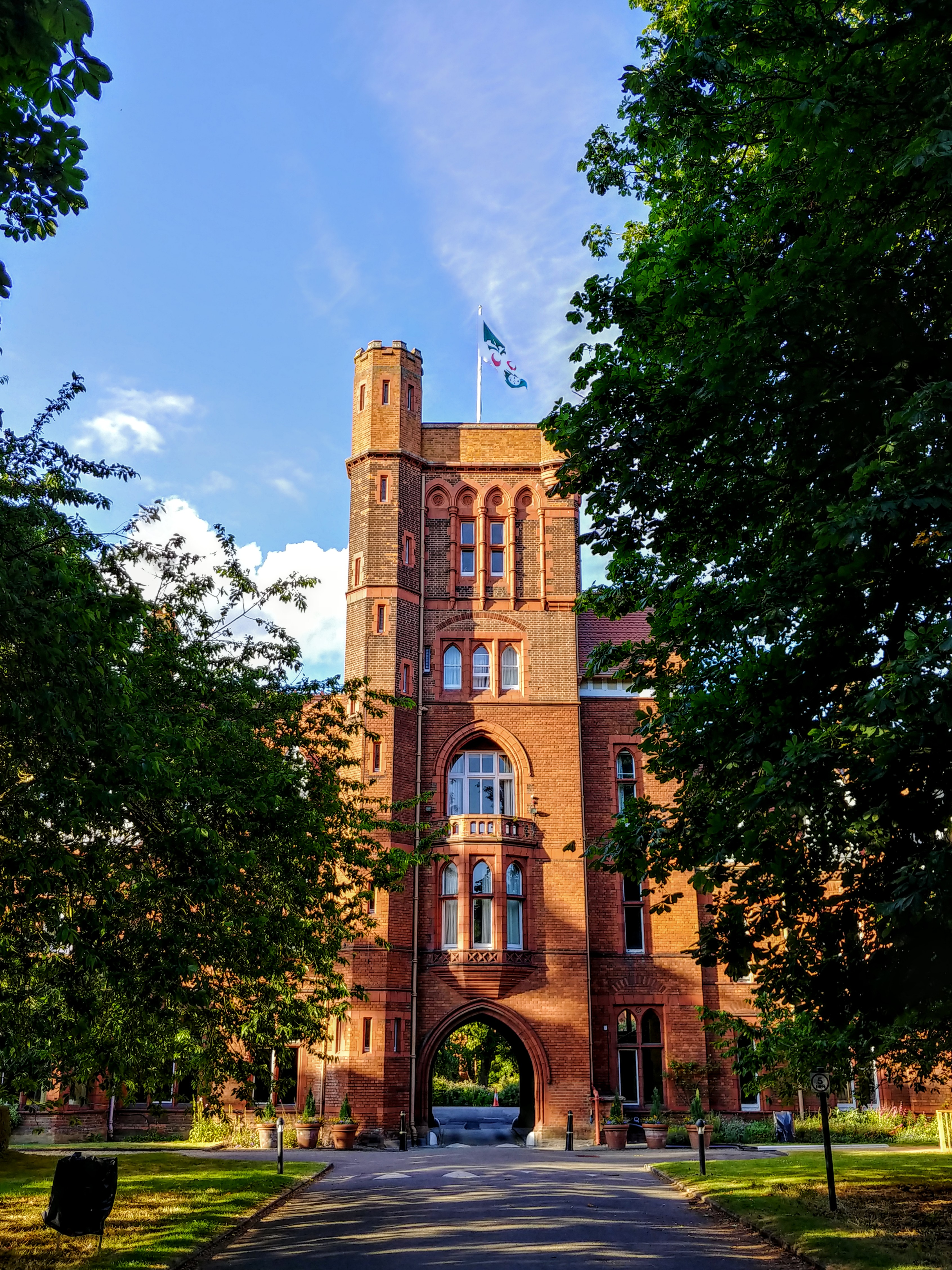
Haupteingang

1969, anlässlich der Hundert-Jahr-Feier des Colleges, wurde Wolfson Court in der Nähe des Stadtzentrums als Ausbau errichtet. Dies liegt nun gegenüber dem hochmodernen „Centre for Mathematical Sciences“ der Universität Cambridge.
Susan J. Smith war von 2009 bis 2022 Mistress des College.

## Zahlen zu den Studierenden
Im Dezember 2022 waren 944 Studierende am Girton College eingeschrieben. Davon strebten 534 (56,6 %) ihren ersten Studienabschluss an, sie waren also undergraduates. 410 (43,4 %) arbeiteten auf einen weiteren Abschluss hin, sie waren postgraduates, davon 194 Doktoranden. 2020 waren es 824 Studierende gewesen, davon 301 im weiterführenden Studium, 2021 insgesamt 882.

## Persönlichkeiten

### Dozenten
- Margaret Alford, von 1891 bis 1917, Gastdozentin
- Frances Cave-Browne-Cave, von 1903 bis 1936, Mathematikerin

### Absolventinnen
- Mary Arden, Lady Arden of Heswall, Juristin, Richterin am obersten Gerichtshof
- Beatrice Cave-Browne-Cave (1874–1947), Mathematikerin und Ingenieurin
- Frances Cave-Browne-Cave (1876–1965), Mathematikerin und Hochschullehrerin
- Gloria Cumper (1922–1995), jamaikanische Rechtsanwältin, Pädagogin und Sozialreformerin
- Grace Chisholm Young (1868–1944), Mathematikerin
- Theodora Llewelyn Davies (1898–1988), Rechtsanwältin und Aktivistin
- Sheila Scott MacIntyre (1910–1960), Mathematikerin und Hochschullehrerin
- Isabel Maddison (1869–1950), Mathematikerin